# 이병환
이병환(李炳桓, 1958년 12월 22일~)은 대한민국의 정치인이다. 제70·71대 경상북도 성주군수(민선 7·8기)이다.

## 학력
- 선남국민학교(졸업)
- 성주중학교(졸업)
- 대구계성고등학교(졸업)
- 경북대학교(임학 학사)
- 연세대학교(행정학 석사)

## 경력
- 경상북도 영주시 부시장
- 경상북도지사 비서실장
- 경상북도청 일자리투자본부장
- 경상북도청 안전행정국장
- 경상북도청 자치행정국장
- 경상북도의회 사무처장
- 자유한국당 경북도당 부위원장
- 2018.07~: 제70·71대 경상북도 성주군수(재선, 민선 7·8기)

## 역대 선거 결과
|  | 40.83% |

|  | 51.10% |

| 전임 김항곤 | 제70·71대 경상북도 성주군수(민선) 2018년 7월 1일~ |  |